# Homebrew Computer Club

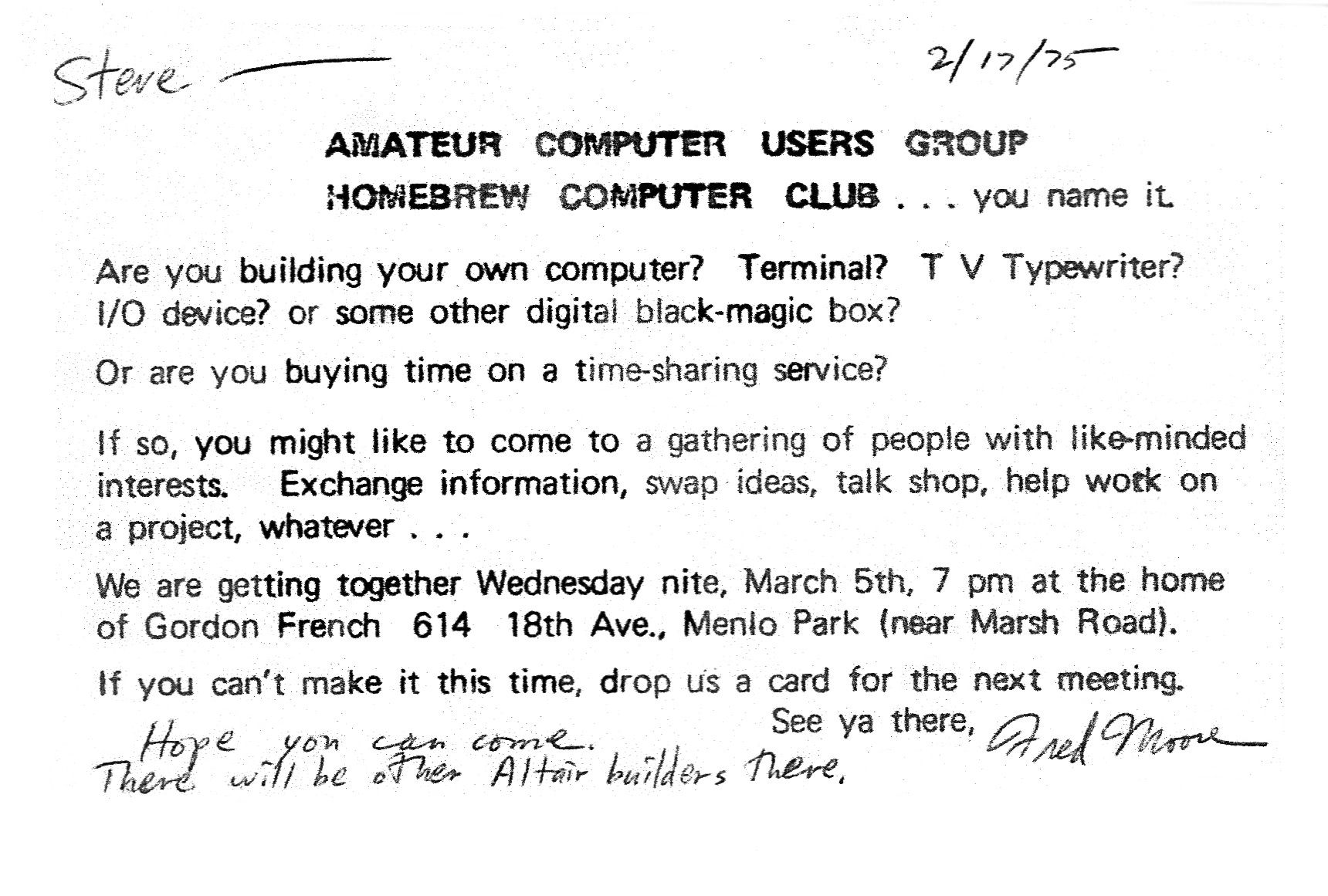
Pozvánka na první setkání

Homebrew Computer Club byl v USA působící spolek nadšenců do elektroniky. Z jeho řad vyšlo mnoho významným lidí, kteří ovlivnili vývoj počítačového průmyslu. Byli to například Bob Marsh, John T. Draper a Adam Osborne, ale také zakladatelé Apple, Steve Jobs a Steve Wozniak.
První setkání Homebrew Computer Club se odehrála v Silicon Valley v březnu 1975 v garáži jednoho z členů v Menlo Park v San Mateo County. Členy se stali většinou nadšenci s dlouhodobým zájmem o počítače a nebo elektroniku.
Při setkáních se moderovaně diskutovalo o technických tématech a vyměňovaly se výkresy obvodů a programovací triky. Brzy po prvních setkáních začaly ve světě vznikat podobné kluby, například nizozemský Homebrew Computer Club, jehož členové se setkávali také blízko města Utrecht.